# Individuele Traject Begeleiding
Individuele Traject Begeleiding (ITB) is in Nederland een vorm van jeugdstraf voor jongeren tussen de 12 en 24 jaar. ITB kan worden opgelegd wanneer een jongere veroordeeld is, maar het gepleegde delict relatief gering is. Ook wanneer de veroordeelde jongere bijvoorbeeld een opleiding volgt en in het examen jaar zit kan de rechter, in overleg met de officier van justitie, kinderbescherming, voogd of jeugdreclassering, beslissen dat de gestrafte met een ITB naar huis kan.
Een ITB is eigenlijk de straf uitzitten in eigen huis, de jongere mag alleen naar school, werk en sport.
De jongere die ITB krijgt opgelegd is verplicht zich te houden aan strenge regels. Een aantal van deze regels zijn:
- Verplicht naar school of werk
- Verplichte vrijetijdsbesteding (bijvoorbeeld sport)
- Geen drugsgebruik, en meewerken aan urinecontroles
- Altijd bereikbaar zijn
- Op afgesproken tijden thuis zijn.

Wanneer iemand met ITB zich niet aan de afspraken houdt krijgt hij eerst een gele kaart en worden de regels aangescherpt. Gaat hij/zij daarna weer de fout in dan moet hij terug naar de jeugdgevangenis om de straf uit te zitten.